# Цебало, Мишо
Мишо Цебало (хорв. Mišo Cebalo; 6 февраля 1945, Загреб — 2 сентября 2022, Загреб) — хорватский шахматист, гроссмейстер (1985). Преподаватель иностранных языков.

## Биография
Родился 6 февраля 1945 года в Загребе. 
В 1978 году он получил звание международного мастера, а в 1985 году — гроссмейстера.
Он выиграл множество турниров и участвовал в двух шахматных олимпиадах за Хорватию: первая доска в Маниле в 1992 году и четвертая ─ в 1994 году в Москве. 
Он часто выступал на турнире в Реджо-Эмилии в Италии, а иногда был главным комментатором этого турнира.

## Спортивная карьера
Чемпионаты Югославии: 1981 — 3—4-е; 1982 — 4—6-е; 1983 и 1984 — 5-е; 1985 — 1—2-е места.
Лучшие результаты в международных турнирах: Биль (1976) — 2—3-е; Афины (1977) — 1—2-е; Смедеревска-Паланка (1978 и 1980) — 3—4-е и 2—3-е; Загреб (1979) и Бечич (зональный турнир ФИДЕ; 1981) — 2—3-е; Опатия и Каорле (1984) — 1-е; Суботица (1984) — 3—4-е; Кавала (зональный турнир ФИДЕ; 1985) — 1-е; Женева (1987) — 3—7-е (127 участников); Берн (1987) — 4—6-е; Зеница (1987) — 3—4-е; Сан-Бернардино (1987) — 1—4-е места.

## Изменения рейтинга
| Графики недоступны из-за технических проблем. См. информацию на Фабрикаторе и на mediawiki.org. |